# Мина Иванов
Мина Николов Иванов е български скулптор. Работи в различни направления: създава монументална скулптура, бюстове, паметници, камерни творби, гравюри, рисунки.

## Биография
Роден е на 18 септември 1896 г. в Стара Загора. Син е на Никола Иванов Караабаджиев, български офицер, и съпругата му Екатерина Полменлиева, и двамата от Сливен. Семейството има 5 деца, сред които е и бъдещият кмет на София инж. Иван Иванов. Поради военната служба на бащата семейството се мести от град на град, докато не се установява в София. Никола Иванов загива в Междусъюзническата война, на 19 юни 1913 г. в боя с гърците на Аржанските височини (Дойранско).
Мина Иванов завършва гимназия в София, мечтае да учи архитектура в Европа, участва в Първата световна война (1916 – 1918). Започва да следва философия и педагогика в Софийския университет, занимава се самостоятелно и с математика (1919 – 1920), но интересът му към изкуството надделява и през 1921 г. той кандидатства в Художествената академия. Приет е в класа по скулптура на проф. Марин Василев. Той и съкурсникът му Стефан Пейчев кандидатстват във втория конкурс за увековечаване на Шипченската епопея, организиран от Комитета на опълченската организация (1925), и проектът им печели трета премия с награда от 5 хил. лв. Завършва Академията с отличие през 1926 г.
Започва да твори малка пластика от мрамор. Участва в Първата обща художествена изложба (ОХИ) в България. На втората ОХИ (1928) се изявява в областта на портрета (глава на колежката си Васка Емануилова от бронз). Впечатление правят портретите му от бронз на адвокатите Димитър Дабовски и Кънчо Христов, както и тези от гипс на Зоя Паприкова и на въстанника Цоко Будин. През 1929 г. пътува из Европа. При посещенията му на известните музеи и галерии възниква трайният му интерес към голото тяло.
Участва в учредяването Дружеството на българските скулптори. На Третата ОХИ (1930) участва със забележителната мраморна „Женска глава“ („Из моите видения“). С женски торс печели наградата за скулптура през 1931 г. Отново със Стефан Пейчев завършва скулптурите „Мъж-строител, жена-„архитектура“ (1932) за главната фасада на Mиниcтepcтвoто нa oбщecтвeнитe cгpaди, пътищaтa и блaгoycтpoйcтвoтo (днес Столична библиотека). Създава редица военни и граждански паметници, сред тях на Иван Вазов и на Димитър Кудоглу в Пловдив, на Теофана Попова в Стара Загора (1936), на Васил Петлешков в Брацигово (1935). Забележителни негови творби са бюст-паметникът на Нешо Бончев (1939 – 1940) в Борисовата градина и кръглата скулптура от бронз на свети Георги, пронизващ змея, върху чешмата пред базиликата „Света София“ (1935).
Създава много малки пластики от бронз, мрамор, гипс – голи тела, торсове, глави, анималистика. Рисува български пейзажи. След 1944 г. изработва произведения от кован метал (желязо, мед, сребро) в народна стилистика (сахани, подноси, тасчета, свещници и др.), намиращи се днес в музеи в България и частни колекции в чужбина. Работи като скулптор в Министерството на народното просвещение и в Етнографския музей, уредник на отдел „Златарство“.
Автор е на „Златарските произведения от ХVІ – ХІХ век в музея на Бачковския манастир“ (1967), с негови рисунки. Книгата му е особено ценна днес, тъй като някои от описаните и изрисувани от него екземпляри вече са изчезнали.
През 1977 г. е открита негова юбилейна ретроспективна изложба в София.
Умира на 10 май 1978 г.